# Norma Bates
Norma Louise Bates (meisjesnaam Spool) is een personage uit het boek Psycho (1959) van Robert Bloch en uit de filmversies Psycho, Psycho II, III en IV en de televisieserie Bates Motel, dat zich afspeelt voor de gebeurtenissen van de film uit 1960. Ze is strikt genomen niet echt een personage in het boek van Bloch: haar aanwezigheid vertoont zich alleen maar door haar stem en de aanwezigheid van haar lijk in de films. Als persoon wordt ze opgevoerd in de vierde film (Psycho IV: The Beginning), waarin ze wordt vertolkt door Olivia Hussey.
Haar personage is losjes gebaseerd op Augusta Wilhelmine Gein, de moeder van de beruchte moordenaar Ed Gein (de inspiratie voor het personage van Norman).

## Biografie
Norma Spool Bates was de moeder van Norman Bates. Ze trouwde met John Bates en beviel in 1932 van Norman. In 1937 stierf John vrij plotseling en Norma bleef met de vijfjarige Norman achter en moest het huis verlaten. Ze voedde haar zoon vervolgens, afgesloten van de buitenwereld, alleen op en vertelde hem dat alle vrouwen (op haarzelf na) kwade geesten en prostituees waren. Eind jaren 40 ging Norma met een man om, waarop Norman stikjaloers was. Deze man overtuigde Norma ervan een motel naast het huis te bouwen van het geld van haar overleden man, zodat zij en Norman een bron van inkomsten kregen. Norman werd steeds jaloerser, tot het tot een avond in 1949 uit de hand liep. Norman zag zijn moeder met de man in bed liggen en besloot ze te vergiftigen met de stof strychnine en dat vermengd in een glas met sap. Al snel na het drinken van het sap overleden beiden op bed.
Norman voelt dan al gauw de afwezigheid van zijn moeder en besluit haar lijk te bewaren in hun (voormalige) gezamenlijke kamer, dit om aan het schuldgevoel van de moord te ontsnappen. Al snel verandert Normans gedrag: hij begint te praten als zijn moeder en zich zelfs zo te kleden.

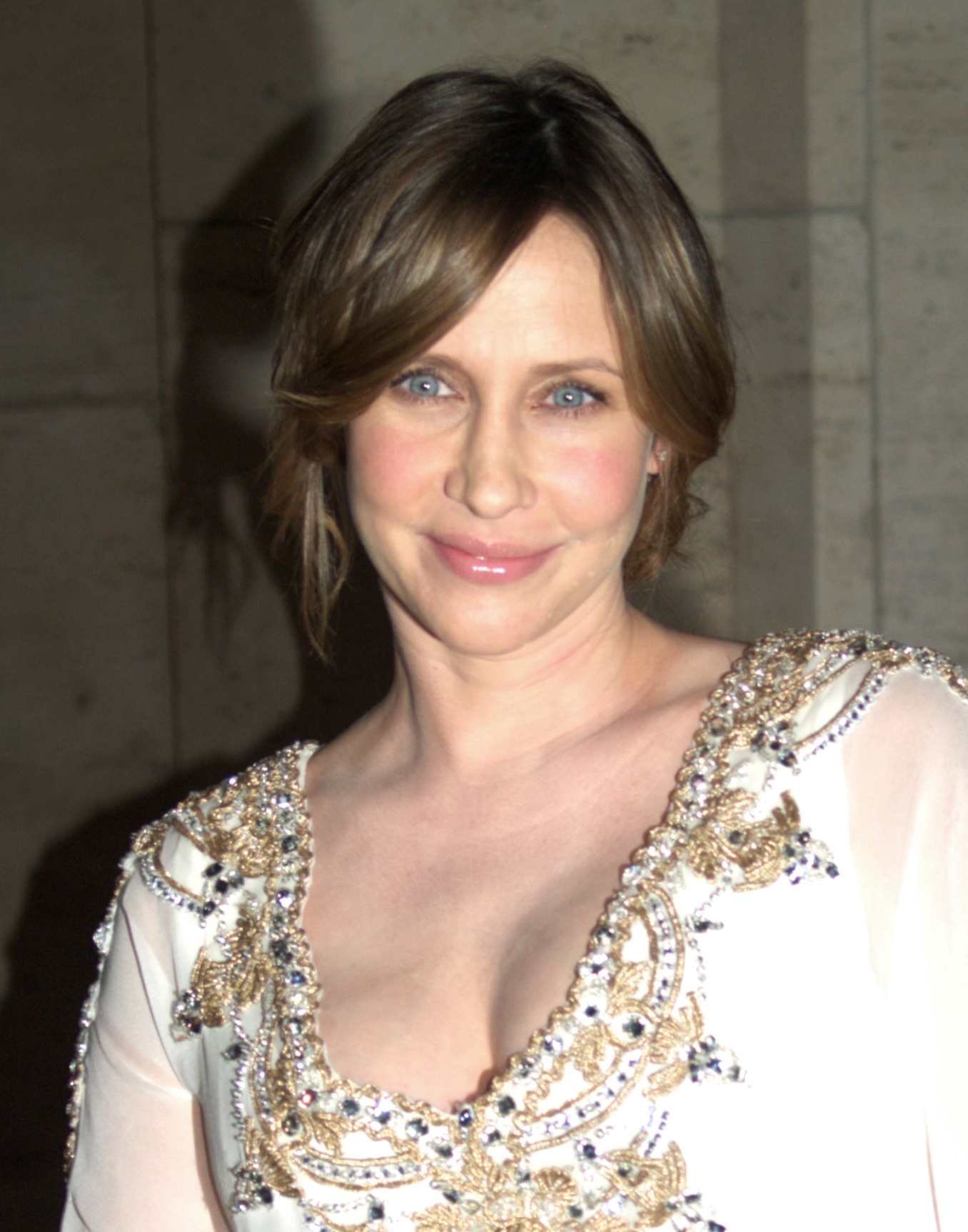
Vera Farmiga in haar rol van Norma Bates in Bates Motel (sinds 2013)

### Bates Motel
In de televisieserie Bates Motel wordt Norma Bates gespeeld door Vera Farmiga. Net als in de boeken en films is ze extreem bezitterig ten aanzien van haar zoon en doet ze er alles aan om hem voor zichzelf te houden.
In de eerste aflevering koopt Norma na het overlijden van haar man Sam een motel in de kustplaats White Pine Bay in Oregon en verhuist daar met Norman (Freddie Highmore) naartoe. De vorige eigenaar, Keith Summers, breekt bij het Bates Motel in en verkracht Norma. Norman komt vervolgens de keuken in en duwt Summers weg, en in een vlaag van woede vermoordt Norma hem. Later wordt onthuld dat Sam (Normans vader) Norma jarenlang fysiek misbruikt heeft en dat Norman hem in een ontoerekeningsvatbare bui heeft vermoord en dat ze daarom naar een motel verhuisde om hem te beschermen.